# Quettehou (Quettehou)
Quettehou ist eine Ortschaft und eine Commune déléguée in der gleichnamigen französischen Gemeinde mit 1.584 Einwohnern (Stand: 1. Januar 2018) im Département Manche in der Region Normandie.

## Geographie
Der Ort liegt am nordöstlichen Ende der Halbinsel Cotentin in der Landschaft Val de Saire.

## Geschichte
Die Gründung von Quettehou geht auf eine Niederlassung der Wikinger zurück. Ketil, ein Wikinger, beschloss, sich auf dem Hügel über der Bucht von Morsalines niederzulassen. Im Laufe der Zeit wurde aus *Ketilhoh (Ketils Hügel) oder *Ketilholm (Ketils Holm) der Name Quettehou.
Am 12. Juli schlug der englische König Eduard III., der sich 1340 auch zum König von Frankreich erklärt hatte, seinen ältesten Sohn Edward, genannt „der schwarze Prinz“, in der Kirche von Quettehou zum Ritter, nachdem er zuvor mit einem größeren Heer in Saint-Vaast-la-Hougue gelandet war; anschließend verwüstete er die ganze Umgebung. Das war praktisch der Beginn des Hundertjährigen Krieges.
Mit Wirkung vom 1. Januar 2019 wurden die ehemaligen Gemeinden Quettehou und Morsalines zur namensgleichen Commune nouvelle Quettehou zusammengeschlossen, in der die früheren Gemeinden den Status einer Commune déléguée haben. Der Verwaltungssitz befindet sich im Ort Quettehou. Die frühere Gemeinde Quettehou gehörte zum Arrondissement Cherbourg und zum Val-de-Saire.
| Bevölkerungsentwicklung | Bevölkerungsentwicklung | Bevölkerungsentwicklung | Bevölkerungsentwicklung | Bevölkerungsentwicklung | Bevölkerungsentwicklung | Bevölkerungsentwicklung | Bevölkerungsentwicklung | Bevölkerungsentwicklung |
| ----------------------- | ----------------------- | ----------------------- | ----------------------- | ----------------------- | ----------------------- | ----------------------- | ----------------------- | ----------------------- |
| Jahr                    | 1962                    | 1968                    | 1975                    | 1982                    | 1990                    | 1999                    | 2009                    | 2018                    |
| Einwohner               | 1.091                   | 1.134                   | 1.163                   | 1.336                   | 1.395                   | 1.475                   | 1.576                   | 1.548                   |

## Sehenswürdigkeiten
Die gotische Kirche Saint-Vigor wurde im 13. Jahrhundert fertiggestellt. Der Kirchturm wurde 1485–1498 hinzugefügt. Im Innern sind unter anderem eine hölzerne Pietà aus dem 15. Jahrhundert, eine steinerne Madonnenstatue aus dem 16. Jahrhundert und eine hölzerne Statue der heiligen Anna aus dem 17. Jahrhundert und zu sehen.
Die Festhalle der Commune déléguée ist der alte Kornspeicher von 1865. Er weist ein besonders schönes und großes Dachgebälk von 18 m Spannweite auf.